# Silvan Schalom

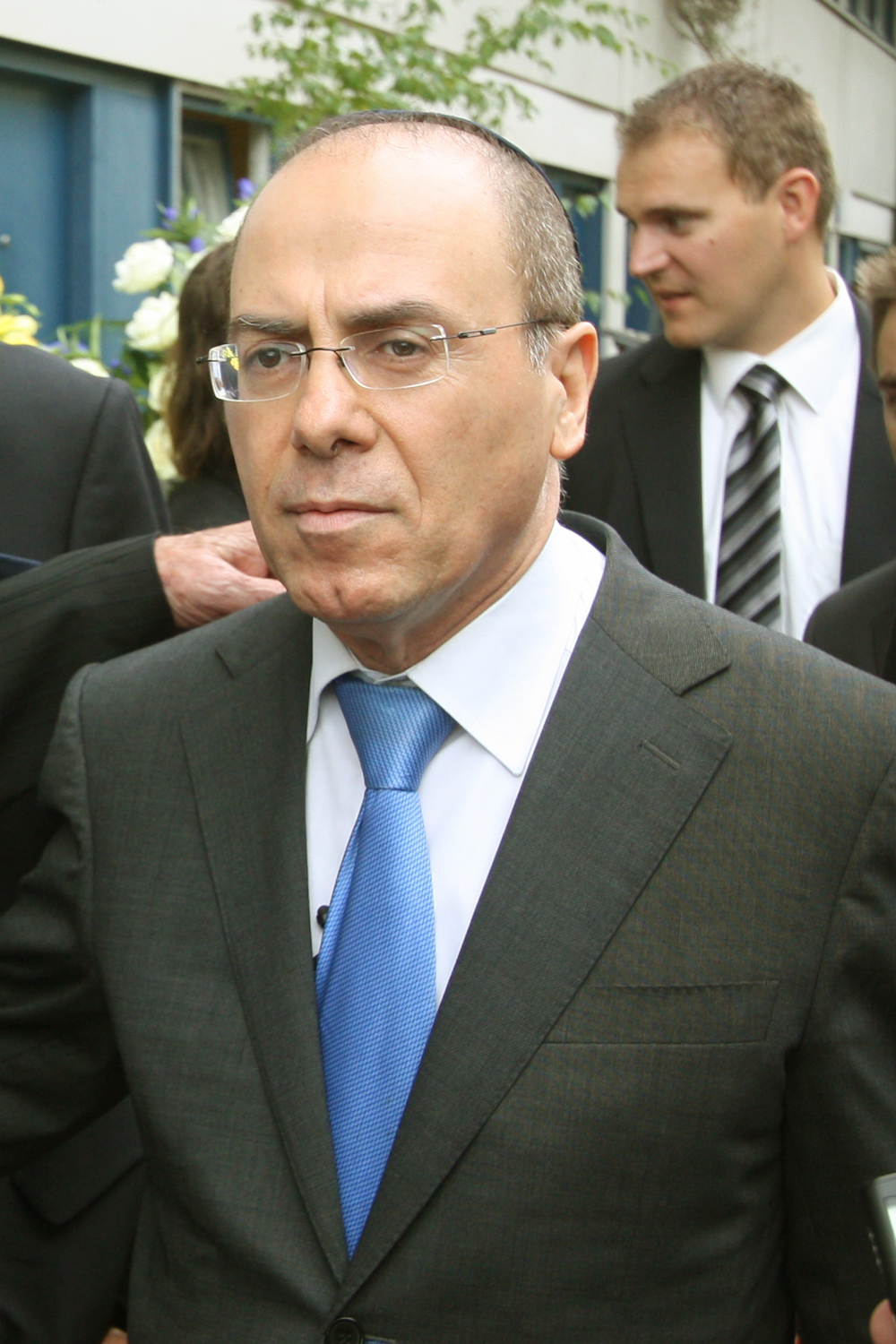
Silvan Schalom (2012)

Silvan Schalom (hebräisch סילבן שלום; geboren am 4. August 1958 in Gabès, Tunesien) war von Februar 2003 bis Januar 2006 der 16. Außenminister Israels. Zuvor hatte er im Kabinett von Ariel Scharon zwei Jahre lang als Finanzminister gedient. Er ist Mitglied des konservativen Parteibündnisses Likud. Am 31. März 2009 wurde er Vize-Premierminister. Von 2013 bis Mai 2015 war er Minister für Energie- und Wasserversorgung. Seit Mai 2015 war er Innenminister. Am 20. Dezember 2015 erklärte er nach Vorwürfen mehrerer Frauen, sie sexuell belästigt zu haben, seinen Rücktritt als Innenminister und kündigte an, er werde auch sein Abgeordnetenmandat niederlegen.

## Leben
Schalom wanderte 1959 nach Israel ein. Im Alter von 18 Jahren wurde er zu den Israelischen Verteidigungsstreitkräften einberufen und erreichte den Rang eines Unteroffiziers. Nach seiner Wehrzeit nahm er ein Studium an der Ben-Gurion-Universität im Negev in Beʾer Scheva auf, das er mit einem B.A.-Abschluss in Wirtschaftswissenschaft beendete. Später besuchte Schalom die Universität Tel Aviv und machte dort einen Abschluss in Rechtswissenschaft sowie den Master (M.A.) in Sozialplanung.
Schalom arbeitete zunächst als Journalist. 1992 wurde er für den Likud in die Knesset gewählt. Innerhalb des Likuds ist Schalom prominenter Vertreter der sephardischen Glaubensausprägung. Am 7. März 2001 übernahm er von Avraham Schochat das Amt des Finanzministers. Im Zuge einer Kabinettsumbildung folgte er unerwartet am 28. März 2003 Benjamin Netanjahu in das Amt des Außenministers. Nach dem Austritt Scharons aus dem Likud wurde Schalom als einer der Kandidaten für seine Nachfolge als Parteivorsitzender gehandelt. Die Wahl des aus Marokko stammenden Amir Peretz zum Parteivorsitzenden der Awoda legte einen sephardischen Kandidaten des Likud nahe, stattdessen wurde jedoch der bekannte „Hardliner“ Benjamin Netanjahu gewählt.
Am 13. Januar 2006 trat Schalom vom Amt des Außenministers zurück.
Das Parteienbündnis Likud holte bei den Wahlen zur 18. Knesset am 10. Februar 2009 insgesamt 27 Sitze. Nach der Bildung der zweiten Regierung Netanjahu wurde er zum Vize-Premierminister (neben Mosche Jaalon). Die Regierungskoalition umfasst u. a. die Partei Jisra’el Beitenu von Avigdor Lieberman, die Arbeitspartei mit dem Parteichef Ehud Barak und die orthodoxen Shas-Partei. Das Kabinett umfasst 30 Ministerposten.
Vom 18. März 2013 bis Mai 2015 war er Minister für Energie- und Wasserversorgung.

## Privates
Silvan Schalom war von 1993 bis 2021 mit der Talkshow-Moderatorin Judy Schalom Nir-Mozes verheiratet. Das Paar hat drei Kinder und lebte in Ramat Gan.